# 2015 w muzyce
Wydarzenia muzyczne w 2015 roku.

## Wydarzenia
- 12 grudnia – Rzeszów, Life House: 30. lecie zespołu 1984[1]

### Koncerty
- 13 lutego – Ed Sheeran, Warszawa, Hala Torwar[2]
- 21 lutego – Queen + Adam Lambert, Kraków, Tauron Arena Kraków[3]
- 24 lutego – Katy Perry, Kraków, Tauron Arena Kraków[4]
- 26 marca – Halestorm, Warszawa, klub Proxima[5]
- 28 marca – Bryan Adams, Sopot, Gdańsk, Ergo Arena[6]
- 30 marca – Archive, Warszawa, Muzyczne Studio Polskiego Radia im. Agnieszki Osieckiej[7]
- 17 kwietnia – Robbie Williams, Kraków, Tauron Arena Kraków[8]
- 18 kwietnia – Anastacia, Warszawa, klub „Stodoła”[9]
- 4 maja – 30 Seconds to Mars, Sopot, Gdańsk, Ergo Arena[10]
- 9 maja – Scorpions, Łódź, Atlas Arena[11]
- 19 maja – Def Leppard, Warszawa, Hala Torwar[12]
- 7 czerwca – Limp Bizkit, Kraków, Hala Wisły[13]
- 8 czerwca – Faith No More, Kraków, Tauron Arena Kraków[14]
- 9 czerwca – Slipknot, Godsmack, Hollywood Undead, Łódż, Atlas Arena w ramach Impact Festival[15]
- 21 czerwca – Bob Geldof oraz Biohazard, Lublin, Stadion Miejski[16]
- 27 czerwca – Judas Priest, Łódż, Atlas Arena[17]
- 27 czerwca – 29 sierpnia – Męskie Granie, Kraków, Wrocław, Chorzów, Poznań, Warszawa, Żywiec[18]
- 6 lipca – Motörhead, Warszawa, Hala Torwar[19]
- 25 lipca – AC/DC, Warszawa, Stadion Narodowy[20]
- 25 sierpnia – Linkin Park, Rybnik, Stadion Miejski[21]
- 29 sierpnia – Adam Lambert, Szczecin, Azoty Arena w ramach Eska Music Award[22]
- 12 października – Asking Alexandria, Kraków, Fabryka[23]
- 13 października – Asking Alexandria, Warszawa, Progresja[23]
- 20 października – Diana Krall, Warszawa, Sala Kongresowa[24]
- 25 października – Children of Bodom, Gdańsk, B90[25]
- 26 października – Children of Bodom, Kraków, Fabryka[26]
- 9 listopada – Foo Fighters, Kraków, Tauron Arena Kraków[27]
- 24 listopada – Zaz, Warszawa, Hala Koło[28][29]
- 25 listopada – Zaz, Wrocław, Hala „Orbita”[28][29]
- 26 listopada – Zaz, Gdynia, Gdynia Arena[28][29]
- 30 listopada – IAMX, Warszawa, klub „Stodoła”[30]
- 4 grudnia – Kraftwerk, Kraków, ICE Congress Centre[31]
- 10 grudnia – Judas Priest, UFO, Gdańsk, Ergo Arena[32]
- 12 grudnia – Florence and the Machine, Łódż, Atlas Arena[33]

### Festiwale
- Bielska Zadymka Jazzowa, Bielsko-Biała: 23 lutego – 1 marca[34]
- Punk Fest, Kraków, Klub Kwadrat: 7 marca[35]
- 19. Wielkanocny Festiwal Ludwiga van Beethovena, Warszawa: 22 marca – 3 kwietnia[36]
- Siesta Festival V, Gdańsk: 24–26 kwietnia[37]
- 60. Konkurs Piosenki Eurowizji 2015, Wiedeń: 23 maja[38]
- 54. Festiwal Muzyczny w Łańcucie, 23–30 maja[39]
- Open’er Festival, Gdynia: 1–4 lipca[40]
- Festiwal w Jarocinie: 17–19 lipca[41]
- XXI Przystanek Woodstock, Kostrzyn nad Odrą: 29 lipca – 1 sierpnia[42]
- 10. Off Festival, Katowice: 7–9 sierpnia[43]
- 70. Międzynarodowy Festiwal Chopinowski w Dusznikach-Zdroju, 7–13 sierpnia[44]
- Top Łódź Festiwal, Stadion Miejski: 9 sierpnia[45]
- XXVII edycja festiwalu „Gitarą i piórem”, Karpacz: 14–15 sierpnia[46][47]
- 10. Międzynarodowy Festiwal Mozartowski Mozartiana, Gdańsk, Park Oliwski, Pałac Opatów w Oliwie, Bazylika archikatedralna w Gdańsku-Oliwie: 16–22 sierpnia[48]
- Cieszanów Rock Festiwal, 20–23 sierpnia[49]
- XVII Międzynarodowy Konkurs Pianistyczny im. Fryderyka Chopina, Warszawa: 1–23 października[50]
- Rawa Blues Festival, Katowice, Spodek: 3 października[51]
- Unsound, Kraków, 11–18 października[52][53][54]
- Międzynarodowy Festiwal Producentów Muzycznych „Soundedit”, Łódź, 22–24 października[55]
- Mayday, Katowice, Spodek: 7 listopada[56][57]

### Inne
- Jimi Hendrix wybrany na najwybitniejszego gitarzystę wszech czasów w plebiscycie magazynu muzycznego „Rolling Stone”[58].

## Założone zespoły
- ZaraZZaraz[1]

## Zmarli
- 1 stycznia
  - Jeff Golub – amerykański gitarzysta i kompozytor jazzowy (ur. 1955)[59]
  - Hector Quine – brytyjski gitarzysta klasyczny (ur. 1926)[60]
  - Tommy Ruskin – amerykański perkusista jazzowy (ur. 1942)[61]
- 2 stycznia
  - Little Jimmy Dickens – amerykański piosenkarz i muzyk country (ur. 1920)[62]
  - Zbigniew Popielski – polski kompozytor i pedagog (ur. 1935)[63]
- 3 stycznia
  - Ivan Jullien – francuski muzyk, kompozytor, aranżer, dyrygent i trębacz jazzowy (ur. 1934)[64]
- 4 stycznia
  - Claude Chamboisier – francuski muzyk, aktor i producent muzyczny (ur. 1950)[65]
  - Pino Daniele – włoski muzyk i wokalista bluesowy i popowy (ur. 1955)[66]
  - Chitresh Das – indyjski tancerz, choreograf, kompozytor i pedagog (ur. 1944)[67]
- 5 stycznia
  - Paweł Buczyński – polski kompozytor i pedagog (ur. 1953)[68]
- 6 stycznia
  - Lance Percival – angielski aktor, komik, piosenkarz (ur. 1933)[69]
- 8 stycznia
  - Andraé Crouch – amerykański wokalista gospel, kompozytor, aranżer, producent muzyczny i pastor (ur. 1942)[70]
- 12 stycznia
  - Clifford Adams – amerykański puzonista, muzyk zespołu Kool and the Gang (ur. 1952)[71]
  - Jelena Obrazcowa – rosyjska śpiewaczka operowa, mezzosopran (ur. 1939)[72]
- 13 stycznia
  - Ronnie Ronalde – brytyjski piosenkarz[73]
  - Trevor Ward-Davies – brytyjski basista, muzyk zespołu Dave Dee, Dozy, Beaky, Mick & Tich (ur. 1944)[74]
- 15 stycznia
  - Ervin Drake – amerykański kompozytor i autor tekstów piosenek (ur. 1919)[75]
  - Kim Fowley – amerykański muzyk rockowy, producent muzyczny, piosenkarz (ur. 1939)[76]
- 16 stycznia
  - Yao Beina – chińska piosenkarka pop (ur. 1981)[77]
- 17 stycznia
  - Origa – rosyjska piosenkarka (ur. 1970)[78]
- 18 stycznia
  - Dallas Taylor – amerykański perkusista rockowy, muzyk grupy Crosby, Stills and Nash (ur. 1948)[79]
- 19 stycznia
  - Ward Swingle – amerykański piosenkarz i muzyk jazzowy, założyciel grupy The Swingle Singers (ur. 1927)[80]
- 20 stycznia
  - Edgar Froese – niemiecki muzyk rockowy grający muzykę elektroniczną, kompozytor i artysta grafik; założyciel i długoletni lider Tangerine Dream (ur. 1944)[81]
  - Rose Marie McCoy – amerykańska autorka tekstów piosenek (ur. 1922)[82]
  - Oliver Neighbour – brytyjski muzykolog (ur. 1923)[83]
- 21 stycznia
  - Wiesław Gola – polski perkusista rockowy (ur. 1963)[84]
  - Waldemar Kmentt – austriacki śpiewak operowy (tenor) (ur. 1929)[85]
- 22 stycznia
  - Joan Hinde – brytyjska trębaczka i kornecistka jazzowa (ur. 1933)[86]
- 25 stycznia
  - Demis Roussos – grecki piosenkarz muzyki pop (ur. 1946)[87]
- 29 stycznia
  - Rod McKuen – amerykański piosenkarz, kompozytor i poeta (ur. 1933)[88]
  - Jan Skrzek – polski muzyk i kompozytor bluesowy, harmonijkarz i pianista (ur. 1953)[89]
  - Jisra’el Jinnon – izraelski dyrygent (ur. 1956)[90]
- 31 stycznia
  - Don Covay – amerykański piosenkarz R&B, rock and roll, soul i blues; autor tekstów (ur. 1938)[91]
  - Zbigniew Kurtycz – polski piosenkarz, gitarzysta i kompozytor (ur. 1919)[92]
- 1 lutego
  - Aldo Ciccolini – francusko-włoski pianista i kompozytor (ur. 1925)[93]
  - Anita Darian – ormiańsko-amerykańska aktorka i śpiewaczka operowa, sopran (ur. 1927)[94]
- 2 lutego
  - Andrij Kuźmenko – ukraiński piosenkarz, muzyk zespołu Skryabin (ur. 1968)[95]
- 3 lutego
  - Mary Healy – amerykańska aktorka i piosenkarka (ur. 1918)[96]
  - William Thomas McKinley – amerykański kompozytor i pianista jazzowy (ur. 1938)[97]
- 4 lutego
  - Celina González – kubańska piosenkarka (ur. 1929)[98]
- 5 lutego
  - Marisa Del Frate – włoska aktorka i piosenkarka (ur. 1931)[99]
- 6 lutego
  - Artur Dobiszewski – polski muzyk i wokalista, członek kapeli Ta Joj (ur. 1962)[100]
- 7 lutego
  - Joe B. Mauldin – amerykański kontrabasista rock and rollowy, inżynier dźwięku (ur. 1940)[101]
- 9 lutego
  - Rinto Harahap – indonezyjski kompozytor i piosenkarz (ur. 1949)[102]
  - Marvin David Levy – amerykański kompozytor operowy (ur. 1932)[103]
- 10 lutego
  - Rolf Arland – niemiecki kompozytor (ur. 1922)[104]
  - Anne Naysmith – brytyjska pianistka klasyczna (ur. 1937)[105]
  - Zbigniew Sztyc – polski saksofonista (ur. 1945)[106]
- 12 lutego
  - Sam Andrew – amerykański wokalista, autor tekstów, kompozytor, członek założyciel i gitarzysta Big Brother & the Holding Company (ur. 1941)[107]
  - Jerzy Pikulik – polski muzykolog i organista, ksiądz katolicki (ur. 1928)[108]
  - Steve Strange – walijski wokalista pop, założyciel grupy Visage (ur. 1959)[109]
- 13 lutego
  - John McCabe – angielski kompozytor i pianista (ur. 1939)[110]
- 14 lutego
  - Maureen Guy – brytyjska śpiewaczka operowa (mezzosopran) (ur. 1932)[111]
- 15 lutego
  - Engjëll Berisha – jugosłowiański i kosowski muzykolog, profesor zwyczajny (ur. 1934)[112]
- 16 lutego
  - Gavin Clarke – angielski muzyk folkowy (ur. 1969)[113]
  - Lorena Rojas – meksykańska aktorka i piosenkarka (ur. 1972)[114]
- 17 lutego
  - Andrzej Koszewski – polski kompozytor, teoretyk muzyki i muzykolog (ur. 1922)[115]
- 20 lutego
  - Antoni Wicherek – polski dyrygent (ur. 1929)[116]
- 21 lutego
  - Clark Terry – amerykański trębacz jazzowy, pionier jazzowej gry na flugelhornie, wokalista, bandleader, kompozytor i nauczyciel jazzu (ur. 1920)[117]
- 22 lutego
  - Charles Kálmán – austriacki kompozytor filmowy i teatralny (ur. 1929)[118]
- 24 lutego
  - Denys Darlow – brytyjski dyrygent, kompozytor, organista; organizator festiwali muzyki dawnej (ur. 1921)[119]
- 25 lutego
  - Ariel Camacho – meksykański piosenkarz (ur. 1992)[120]
  - Zbigniew Kalemba – polski kompozytor, pianista, dyrygent, pedagog (ur. 1936)[121]
- 27 lutego
  - Charmayne Maxwell – amerykańska wokalistka (ur. 1969)[122]
  - Leonard Nimoy – amerykański aktor, reżyser, poeta i muzyk (ur. 1931)[123]
- 28 lutego
  - Ezra Laderman – amerykański kompozytor muzyki klasycznej (ur. 1924)[124]
- 1 marca
  - Jennifer Ward Clarke – brytyjska wiolonczelistka (ur. 1935)[125]
  - Orrin Keepnews – amerykański producent nagrań (ur. 1923)[126]
- 5 marca
  - Vlada Divljan – serbski i jugosłowiański muzyk, wokalista i gitarzysta, członek zespołu Idoli (ur. 1958)[127]
  - Jim McCann – irlandzki muzyk folkowy, członek zespołu The Dubliners (ur. 1944)[128]
  - Helena Słysz-Szubert – polska śpiewaczka (ur. 1922)[129]
- 8 marca
  - Lew Soloff – amerykański trębacz jazzowy, kompozytor, aktor (ur. 1944)[130]
- 11 marca
  - Jimmy Greenspoon – amerykański klawiszowiec, wokalista i kompozytor rockowy (ur. 1948)[131]
- 13 marca
  - Daevid Allen – australijski gitarzysta, piosenkarz, kompozytor (ur. 1938)[132]
  - Jan Kudyk – polski muzyk jazzowy, trębacz, współzałożyciel i lider zespołu Jazz Band Ball Orchestra (ur. 1942)[133]
- 15 marca
  - Mike Porcaro – amerykański basista, muzyk zespołu Toto (ur. 1955)[134]
- 16 marca
  - Andy Fraser – brytyjski gitarzysta basowy i kompozytor, muzyk zespołu Free (ur. 1952)[135]
  - Don Robertson – amerykański pianista i autor piosenek (ur. 1922)[136]
- 17 marca
  - Sławomir Piwowar – polski gitarzysta rockowy, muzyk SBB (ur. 1953)[137]
- 18 marca
  - Samuel Charters – amerykański historyk muzyki, pisarz, producent nagrań, muzyk i poeta (ur. 1929)[138]
- 19 marca
  - Michael Brown – amerykański klawiszowiec (ur. 1949)[139]
  - Peter Katin – brytyjski pianista (ur. 1930)[140]
- 20 marca
  - Paul Jeffrey – amerykański saksofonista, aranżer i kompozytor jazzowy (ur. 1933)[141]
  - A.J. Pero – amerykański perkusista metalowy (ur. 1959)[142]
- 21 marca
  - Jørgen Ingmann – duński muzyk jazzowy, zwycięzca 8. Konkursu Piosenki Eurowizji w 1963 (ur. 1925)[143]
  - Jackie Trent – angielska piosenkarka i aktorka (ur. 1940)[144]
- 23 marca
  - Lil’ Chris – brytyjski muzyk i aktor (ur. 1990)[145]
  - Roy Douglas – brytyjski kompozytor, pianista i aranżer (ur. 1907)[146]
- 24 marca
  - Scott Clendenin – amerykański basista metalowy, muzyk zespołu Death (ur. 1968)[147]

W Katastrofie lotu Germanwings 9525 zginęli między innymi:
- Oleg Bryjak – niemiecki śpiewak operowy pochodzenia kazachskiego (ur. 1960)
- Maria Radner – niemiecka śpiewaczka operowa (ur. 1981)

- 26 marca
  - John Renbourn – brytyjski gitarzysta folkowy (ur. 1944)[150]
- 27 marca
  - Pauline Brockless – brytyjska sopranistka (ur. 1929)[151]
- 28 marca
  - Ronald Stevenson – brytyjski kompozytor i pianista (ur. 1928)[152]
- 31 marca
  - Billy Butler – amerykański wokalista soul (ur. 1945)[153]
  - Ralph Sharon – amerykański pianista (ur. 1923)[154]
- 1 kwietnia
  - Dave Ball – angielski muzyk, gitarzysta grupy rockowej Procol Harum (ur. 1950)[155]
  - Cynthia Lennon – Brytyjka, pierwsza żona Johna Lennona (ur. 1939)[156]
  - Robert Leszczyński – polski dziennikarz, krytyk muzyczny, gitarzysta, DJ (ur. 1967)[157]
- 2 kwietnia
  - Olga Sawicka – polska tancerka i choreograf (ur. 1932)[158]
- 3 kwietnia
  - Bob Burns – amerykański perkusista rockowy, muzyk grupy Lynyrd Skynyrd (ur. 1950)[159]
  - Kayahan – turecki piosenkarz (ur. 1949)[160]
  - Andrew Porter – brytyjski krytyk muzyczny, organista i dyrektor opery (ur. 1928)[161]
- 5 kwietnia
  - Juan Carlos Cáceres – wokalista, kompozytor i malarz pochodzenia argentyńskiego (ur. 1936)[162]
  - Jan Kusiewicz – polski śpiewak operowy (tenor) (ur. 1921)[163]
  - Julie Wilson – amerykańska piosenkarka i aktorka (ur. 1924)[164]
- 6 kwietnia
  - Ray Charles – amerykański muzyk, wokalista, kompozytor, aranżer i dyrygent chóru (ur. 1918)[165]
  - Milton DeLugg – amerykański kompozytor i akordeonista jazzowy, bandleader (ur. 1918)[166]
- 7 kwietnia
  - Eugene Louis Faccuito – amerykański tancerz, kreator tańca jazzowego, choreograf, aktor i pedagog (ur. 1925)[167]
- 13 kwietnia
  - Ronnie Carroll – północnoirlandzki piosenkarz (ur. 1934)[168]
  - Janusz Sławiński – polski kompozytor, aranżer i dyrygent (ur. 1939)[169]
- 14 kwietnia
  - Percy Sledge – amerykański piosenkarz soulowy (ur. 1940)[170]
- 16 kwietnia
  - Johnny Kemp – bahamski piosenkarz (ur. 1959)[171]
- 17 kwietnia
  - Brian Couzens – brytyjski przedsiębiorca, założyciel firmy płytowej Chandos (ur. 1933)[172]
- 20 kwietnia
  - Richard Anthony – francuski piosenkarz (ur. 1938)[173]
  - Václav Rabas – czeski organista (ur. 1933)[174]
- 24 kwietnia
  - Sid Tepper – amerykański autor piosenek (ur. 1918)[175]
- 25 kwietnia
  - Alfred Schreyer – polski skrzypek, śpiewak i działacz społeczno-kulturalny żydowskiego pochodzenia (ur. 1922)[176]
- 27 kwietnia
  - Jack Ely – amerykański muzyk rockowy (ur. 1943)[177]
  - Marty Napoleon – amerykański pianista jazzowy (ur. 1921)[178]
  - Rolf Smedvig – amerykański trębacz klasyczny (ur. 1952)[179]
- 30 kwietnia
  - Ben E. King – amerykański piosenkarz (ur. 1938)[180]
  - Patachou – francuska piosenkarka i aktorka (ur. 1918)[181]
  - Ronald Senator – brytyjski kompozytor muzyki klasycznej (ur. 1926)[182]
- 1 maja
  - Alexander Kok – brytyjski wiolonczelista (ur. 1926)[183]
  - Paul Myers – brytyjski producent nagrań muzyki klasycznej (ur. 1932)[184]
- 2 maja
  - Guy Carawan – amerykański muzyk folkowy (ur. 1927)[185]
  - Maja Plisiecka – rosyjska tancerka i choreografka (ur. 1925)[186]
- 4 maja
  - Józef Hajdasz – polski muzyk, perkusista, współtwórca grupy muzycznej Breakout[187]
- 6 maja
  - Errol Brown – brytyjski piosenkarz (ur. 1943)[188]
  - Jerome Cooper – amerykański perkusjonista jazzowy (ur. 1946)[189]
- 8 maja
  - Rutger Gunnarsson – szwedzki basista, producent, muzyk zespołu ABBA (ur. 1946)[190]
  - Bobby Irwin – angielski perkusista i producent muzyczny (ur. 1953)[191]
- 9 maja
  - Johnny Gimble – amerykański muzyk country (ur. 1926)[192]
  - McNeil Robinson – amerykański organista, kompozytor i pedagog muzyczny (ur. 1943)[193]
- 10 maja
  - Victor Salvi – amerykański harfista i przedsiębiorca (ur. 1920)[194]
- 11 maja
  - Stan Cornyn – amerykański menedżer branży muzycznej (ur. 1933)[195]
- 12 maja
  - Mervyn Burtch – walijski kompozytor (ur. 1929)[196]
  - Packie Byrne – irlandzki muzyk folkowy (ur. 1917)[197]
- 14 maja
  - B.B. King – amerykański gitarzysta i wokalista bluesowy (ur. 1925)[198]
- 15 maja
  - Ortheia Barnes-Kennerly – amerykańska piosenkarka jazzowa i R&B (ur. 1945)[199]
  - Flora MacNeil – szkocka wokalistka (ur. 1928)[200]
- 19 maja
  - Bruce Lundvall – amerykański miłośnik jazzu, szef wytwórni płytowej (ur. 1935)[201]
- 20 maja
  - Bob Belden – amerykański saksofonista jazzowy, aranżer, kompozytor, lider zespołu i producent (ur. 1956)[202]
- 21 maja
  - Louis Johnson – amerykański basista funkowy (ur. 1955)[203]
  - Twinkle – angielska piosenkarka (ur. 1948)[204]
- 24 maja
  - Marcus Belgrave – amerykański trębacz jazzowy (ur. 1936)[205]
- 28 maja
  - Johnny Keating – szkocki muzyk (ur. 1927)[206]
- 29 maja
  - Peter Cropper – brytyjski skrzypek (ur. 1945)[207]
- 30 lub 31 maja – Dudley Williams – amerykański tancerz (ur. 1938)[208]
- 31 maja
  - Will Holt – amerykański piosenkarz folkowy (ur. 1929)[209]
- 1 czerwca
  - Jean Ritchie – amerykańska piosenkarka folkowa (ur. 1922)[210]
  - Richard Eddy Watson – amerykański gitarzysta folkowy (ur. 1966)[211]
- 5 czerwca
  - Colette Marchand – francuska aktorka i tancerka baletowa (ur. 1925)[212]
- 6 czerwca
  - Pierre Brice – francuski aktor filmowy, serialowy i teatralny, wykonawca piosenek i autor tekstów (ur. 1929)[213]
  - Ronnie Gilbert – amerykańska piosenkarka folkowa (ur. 1926)[214]
- 9 czerwca
  - James Last – niemiecki kompozytor, aranżer i dyrygent orkiestry big-bandowej (ur. 1929)[215]
- 11 czerwca
  - Jim Ed Brown – amerykański piosenkarz country (ur. 1934)[216]
  - Ornette Coleman – amerykański saksofonista jazzowy (ur. 1930)[217]
- 12 czerwca
  - Monica Lewis – amerykańska wokalistka jazzowa, aktorka (ur. 1922)[218]
  - Ernest Tomlinson – angielski kompozytor (ur. 1924)[219]
- 14 czerwca
  - Walter Weller – austriacki dyrygent i skrzypek (ur. 1939)[220]
- 15 czerwca
  - Żanna Friske – rosyjska aktorka i piosenkarka (ur. 1974)[221]
- 19 czerwca
  - Harold Battiste – amerykański muzyk jazzowy (ur. 1931)[222]
- 21 czerwca
  - Gunther Schuller – amerykański kompozytor, dyrygent, pedagog, muzyk jazzowy (ur. 1925)[223]
- 22 czerwca
  - Albert Evans – amerykański tancerz baletowy (ur. 1968)[224]
  - James Horner – amerykański kompozytor muzyki filmowej (ur. 1953)[225]
- 23 czerwca
  - Marujita Díaz – hiszpańska aktorka i piosenkarka (ur. 1932)[226]
  - Thé Lau – holenderski muzyk i pisarz (ur. 1952)[227]
  - Magali Noël – francuska aktorka i piosenkarka (ur. 1932)[228]
- 24 czerwca
  - Cristiano Araújo – brazylijski piosenkarz i autor tekstów piosenek (ur. 1986)[229]
- 27 czerwca
  - Chris Squire – brytyjski basista rockowy, muzyk grupy Yes (ur. 1948)[230]
- 29 czerwca
  - Bruce Rowland – angielski perkusista rockowy (ur. 1941)[231]
- 1 lipca
  - Val Doonican – irlandzki piosenkarz (ur. 1927)[232]
- 2 lipca
  - Slavko Avsenik – słoweński kompozytor i muzyk (ur. 1929)[233]
  - Roy C. Bennett – amerykański autor tekstów piosenek (ur. 1918)[234]
- 4 lipca
  - Jerzy Szymański – polski śpiewak operowy (ur. 1927)[235]
- 6 lipca
  - Masabumi Kikuchi – japoński pianista i kompozytor jazzowy (ur. 1939)[236]
- 9 lipca
  - Michael Masser – amerykański autor tekstów piosenek, kompozytor i producent muzyki popularnej (ur. 1941)[237]
  - Ettore Stratta – amerykański dyrygent, producent muzyczny (ur. 1933)[238]
  - Tadeusz Suchocki – polski pianista, kompozytor, aranżer i dyrygent (ur. 1927)[239]
- 10 lipca
  - Konrad Strycharczyk – polski aktor i tenor, żołnierz podziemia antykomunistycznego (ur. 1923)[240]
  - Jon Vickers – kanadyjski śpiewak operowy (ur. 1926)[241]
- 11 lipca
  - Hussein Fatal – amerykański raper (ur. 1977)[242]
- 13 lipca
  - Michael Rayner – angielski śpiewak operowy (ur. 1933)[243]
  - Joan Sebastian – meksykański piosenkarz, autor tekstów piosenek (ur. 1951)[244]
- 15 lipca
  - Alan Curtis – amerykański klawesynista, muzykolog i dyrygent opery barokowej (ur. 1934)[245]
  - Harry Pitch – angielski harmonijkarz (ur. 1925)[246]
  - Howard Rumsey – amerykański kontrabasista jazzowy (ur. 1917)[247]
- 16 lipca
  - Sławomir Gołaszewski – polski filozof kultury, poeta, kompozytor, muzyk, dziennikarz i felietonista (ur. 1954)[248][249]
- 17 lipca
  - John Taylor – angielski pianista jazzowy (ur. 1942)[250]
- 18 lipca
  - Buddy Buie – amerykański autor tekstów piosenek (ur. 1941)[251]
- 19 lipca
  - Van Alexander – amerykański muzyk jazzowy, kompozytor i aranżer (ur. 1915)[252]
- 20 lipca
  - Wayne Carson – amerykański muzyk country, autor tekstów i producent muzyczny (ur. 1943)[253]
  - Dieter Moebius – szwajcarski kompozytor, twórca muzyki elektronicznej (ur. 1944)[254]
- 21 lipca
  - Theodore Bikel – amerykański aktor, piosenkarz folkowy, kompozytor i działacz polityczny (ur. 1924)[255]
  - Buddy Emmons – amerykański muzyk grający na elektrycznej gitarze hawajskiej (ur. 1937)[256]
  - Wojciech Przybylski – polski realizator dźwięku i producent muzyczny (ur. 1952)[257]
- 24 lipca
  - Mario Sereni – włoski śpiewak operowy (ur. 1928)[258]
- 26 lipca
  - Bobbi Kristina Brown – amerykańska osobowość telewizyjna i piosenkarka, córka Whitney Houston i Bobby’ego Browna (ur. 1993)[259]
  - Vic Firth – amerykański producent pałek perkusyjnych (ur. 1930)[260]
- 27 lipca
  - Ivan Moravec – czeski pianista i pedagog muzyczny (ur. 1930)[261]
- 30 lipca
  - Lynn Anderson – amerykańska piosenkarka country (ur. 1947)[262]
  - Ludmila Dvořáková – czeska śpiewaczka operowa (ur. 1923)[263]
  - Charlotte Holloman – afroamerykańska śpiewaczka operowa i pedagog muzyczny (ur. 1922)[264]
  - Johnny Meeks – amerykański gitarzysta i autor piosenek (ur. 1937)[265]
- 2 sierpnia
  - Cilla Black – angielska piosenkarka (ur. 1943)[266]
- 3 sierpnia
  - Adam Walaciński – polski kompozytor muzyki filmowej, publicysta muzyczny i profesor (ur. 1928)[267]
- 4 sierpnia
  - Billy Sherrill – amerykański muzyk country, producent nagrań, autor piosenek (ur. 1936)[268]
- 8 sierpnia
  - Sean Price – amerykański raper (ur. 1972)[269]
- 9 sierpnia
  - Jonathan Ollivier – brytyjski tancerz (ur. 1977)[270]
- 12 sierpnia
  - John Scott – angielski organista i dyrygent (ur. 1956)[271]
- 14 sierpnia
  - Bob Johnston – amerykański producent muzyczny (ur. 1932)[272]
  - Jazz Summers – brytyjski manager muzyczny (ur. 1944)[273]
- 17 sierpnia
  - Jan Fotek – polski kompozytor muzyki poważnej (ur. 1928)[274]
  - Andrzej Nowak – polski pianista, członek zespołu Niemen Aerolit (ur. 1942)[275]
- 18 sierpnia
  - Russ Henderson – trynidadzki pianista jazzowy (ur. 1924)[276]
  - Roger Smalley – brytyjski pianista i kompozytor (ur. 1943)[277]
- 19 sierpnia
  - Doudou N’Diaye Rose – senegalski perkusista i kompozytor (ur. 1930)[278]
- 20 sierpnia
  - Ewa Czermak – polska śpiewaczka operowa i pedagog muzyczny (ur. 1957)[279]
  - Piotr Warzecha – polski kompozytor, dyrygent i pedagog, profesor zwyczajny (ur. 1941)[280]
- 22 sierpnia
  - Mariem Hassan – sahrawijska wokalistka i autorka tekstów (ur. 1958)[281]
  - Nikolaus Lehnhoff – niemiecki reżyser operowy (ur. 1939)[282]
- 24 września
  - Johan Renvall – amerykańska tancerka baletowa (ur. 1959)[283]
- 27 sierpnia
  - George Cleve – amerykański dyrygent (ur. 1936)[284]
- 31 sierpnia
  - Joy Beverley – brytyjska piosenkarka znana z trio Beverley Sisters (ur. 1924)[285]
- 4 września
  - Rico Rodriguez – brytyjski puzonista grający ska, reggae i jazz (ur. 1934)[286]
- 5 września
  - Frederick Greene – amerykański piosenkarz (ur. 1949)[287]
- 7 września
  - Guillermo Rubalcaba – kubański pianista i kompozytor (ur. 1927)[288]
- 8 września
  - Habil Əliyev – azerski muzyk (ur. 1927)[289]
  - Harangozó Teri – węgierska piosenkarka (ur. 1943)[290]
- 9 września
  - Christof Stählin – niemiecki kompozytor, piosenkarz, pisarz i artysta kabaretowy (ur. 1942)[291]
  - Danuta Żelechowska – polska dziennikarka radiowa i popularyzatorka muzyki (ur. 1934)[292]
- 12 września
  - Bryn Merrick – walijski basista rockowy, muzyk grupy The Damned (ur. 1958)[293][294]
- 13 września
  - Gary Richrath – amerykański gitarzysta rockowy (ur. 1949)[295]
- 14 września
  - Martin Kearns – angielski perkusista metalowy, muzyk grupy Bolt Thrower (ur. 1977)[296]
- 16 września
  - Guy Béart – francuski piosenkarz i autor piosenek (ur. 1930)[297]
- 17 września
  - David Willcocks – angielski dyrygent i organista (ur. 1919)[298]
- 20 września
  - Włodzimierz Szymański – polski muzyk jazzowy, kompozytor, multiinstrumentalista, wokalista (ur. 1936)[299]
- 21 września
  - Adam Bielawski – polski perkusista, skrzypek i wokalista (ur. 1948)
  - Ben Cauley – amerykański muzyk, trębacz zespołu Bar-Kays (ur. 1947)[300]
  - Ray Warleigh – australijski saksofonista jazzowy (ur. 1938)[301]
- 22 września
  - Mirosław Niziurski – polski kompozytor i krytyk muzyczny, profesor sztuk muzycznych, rektor Wyższej Szkoły Pedagogicznej w Kielcach (1987–1990) (ur. 1942)[302]
- 27 września
  - Wilton Felder – amerykański saksofonista i basista jazzowy, muzyk grupy The Crusaders (ur. 1940)[303]
- 28 września
  - Alexander Faris – północnoirlandzki kompozytor i dyrygent (ur. 1921)[304]
  - Frankie Ford – amerykański wokalista bluesowy (ur. 1939)[305]
- 29 września
  - Pat Woodell – amerykańska aktorka i piosenkarka (ur. 1944)[306]
  - Phil Woods – amerykański saksofonista jazzowy, klarnecista, lider zespołu i kompozytor (ur. 1931)[307]
- 2 października
  - Coleridge Goode – brytyjski kontrabasista jazzowy (ur. 1914)[308]
- 3 października
  - Dave Pike – amerykański wibrafonista jazzowy (ur. 1938)[309]
  - Christopher Tambling – brytyjski kompozytor, organista i dyrygent (ur. 1964)[310]
  - Franciszek Walicki – polski dziennikarz muzyczny, publicysta, autor tekstów piosenek, działacz kulturalny, współtwórca wielu zespołów muzycznych, także kompozytor (ur. 1921)[311]
- 6 października
  - Billy Joe Royal – amerykański piosenkarz rock and roll i country (ur. 1942)[312]
- 8 października
  - Jim Diamond – szkocki piosenkarz, gitarzysta i autor piosenek (ur. 1951)[313]
- 9 października
  - Ravindra Jain – indyjski piosenkarz i kompozytor muzyki filmowej (ur. 1944)[314]
  - Larry Rosen – amerykański przedsiębiorca, producent, muzyk i inżynier dźwięku (ur. 1940)[315]
- 10 października
  - Lidia Kozubek – polska pianistka i pedagog (ur. 1927)[316]
  - Steve Mackay – amerykański saksofonista, muzyk grupy The Stooges (ur. 1949)[317]
- 13 października
  - Duncan Druce – angielski kompozytor, skrzypek, muzykolog (ur. 1939)[318]
- 16 października
  - John Jennings – amerykański muzyk country (ur. 1953)[319]
- 18 października
  - Frank Watkins – amerykański muzyk metalowy, basista i kompozytor znany z zespołów Obituary i Gorgoroth (ur. 1968)[320]
- 20 października
  - Don Rendell – angielski saksofonista, flecista i klarnecista jazzowy (ur. 1926)[321]
  - Cory Wells – amerykański piosenkarz, muzyk zespołu Three Dog Night (ur. 1941)[322]
- 22 października
  - Mark Murphy – amerykański piosenkarz jazzowy (ur. 1932)[323]
- 23 października
  - Leon Bibb – amerykański piosenkarz folkowy i aktor (ur. 1922)[324]
  - Bill Keith – amerykański muzyk country grający na banjo (ur. 1939)[325]
- 24 października
  - Maureen O’Hara – amerykańska aktorka filmowa i piosenkarka pochodzenia irlandzkiego (ur. 1920)[326]
  - Nat Peck – amerykański puzonista jazzowy (ur. 1925)[327]
- 28 października
  - Diane Charlemagne – angielska wokalistka, muzyk zespołu Urban Cookie Collective (ur. 1964)[328]
- 29 października
  - Zbigniew Kapturski – polski gitarzysta i wokalista rockowy (ur. 1961)[329]
- 31 października
  - Michael Leonard – amerykański kompozytor i aranżer (ur. 1931)[330]
- 1 listopada
  - Magdalena Kunicka-Paszkiewicz – polska animatorka kultury, współorganizatorka Festiwalu Polskich Wideoklipów Yach Film (ur. 1955)[331]
- 2 listopada
  - Tommy Overstreet – amerykański piosenkarz country (ur. 1937)[332]
- 7 listopada
  - Eddie Hoh – amerykański perkusista rockowy (ur. 1944)[333]
- 8 listopada
  - Andriej Eszpaj – rosyjski kompozytor, pianista i pedagog (ur. 1925)[334]
- 9 listopada
  - Andy White – szkocki perkusista, najlepiej znany z gry na pierwszym singlu The Beatles – „Love Me Do” (ur. 1930)[335]
- 10 listopada
  - Robert Craft – amerykański dyrygent i muzykolog (ur. 1923)[336]
  - Allen Toussaint – amerykański muzyk soulowy, jazzowy, bluesowy i R&B, autor tekstów, kompozytor, producent muzyczny (ur. 1938)[337]
- 11 listopada
  - Phil Taylor – angielski perkusista rockowy, muzyk metalowej grupy Motörhead (ur. 1954)[338]
- 15 listopada
  - P.F. Sloan – amerykański piosenkarz i autor piosenek (ur. 1945)[339]
- 16 listopada
  - Roman Czubaty – polski pianista, organista, kompozytor i aranżer (ur. 1931)[340]
  - Jerzy Katlewicz – polski dyrygent i pedagog, profesor Akademii Muzycznej w Krakowie (ur. 1927)[341][342]
  - Seymour Lipkin – amerykański pianista i dyrygent (ur. 1927)[343]
  - Przemysław Maciołek – polski gitarzysta, jeden z założycieli zespołu Poluzjanci (ur. 1966)[344]
- 18 listopada
  - Mack McCormick – amerykański muzykolog i folklorysta (ur. 1930)[345]
- 22 listopada
  - Joseph Silverstein – amerykański skrzypek i dyrygent (ur. 1932)[346]
  - André Waignein – belgijski kompozytor, dyrygent, trębacz i muzykolog (ur. 1942)[347]
- 23 listopada
  - Cynthia Robinson – amerykańska trębaczka, muzyk zespołu Sly and the Family Stone (ur. 1944)[348]
- 25 listopada
  - Gloria Contreras Roeniger – meksykańska tancerka i choreograf (ur. 1934)[349]
- 30 listopada
  - Tomasz Bonarowski – polski realizator i producent muzyczny, muzyk sesyjny (ur. 1969)[350]
- 1 grudnia
  - Jesús Arias – hiszpański gitarzysta i kompozytor (ur. 1963)[351]
  - Leonardo Franco – urugwajski muzyk (ur. 1942)[352]
- 2 grudnia
  - Bryony Brind – angielska tancerka baletowa (ur. 1960)[353]
  - John Eaton – amerykański kompozytor (ur. 1935)[354]
- 3 grudnia
  - Gladstone Anderson – jamajski pianista (ur. 1934)[355]
  - Scott Weiland – amerykański wokalista, autor tekstów i piosenek (ur. 1967)[356]
- 6 grudnia
  - Franzl Lang – alpejski jodler z Bawarii w Niemczech (ur. 1930)[357]
- 7 grudnia
  - Heinz Fricke – niemiecki dyrygent (ur. 1927)[358]
- 8 grudnia
  - Mattiwilda Dobbs – afroamerykańska śpiewaczka operowa (ur. 1925)[359]
  - Bonnie Lou – amerykańska piosenkarka i prezenterka radiowa (ur. 1924)[360]
- 13 grudnia
  - Luigi Creatore – amerykański autor piosenek i reżyser dźwięku (ur. 1921)[361]
- 16 grudnia
  - Snuff Garrett – amerykański producent muzyczny (ur. 1938)[362]
- 18 grudnia
  - Luc Brewaeys – belgijski kompozytor, dyrygent, pianista i producent nagrań (ur. 1959)[363]
- 19 grudnia
  - Kurt Masur – niemiecki dyrygent (ur. 1927)[364]
- 22 grudnia
  - John Duffy – amerykański kompozytor muzyki poważnej (ur. 1926)[365]
- 24 grudnia
  - William Guest(inne języki) – amerykański piosenkarz R&B i soul, muzyk zespołu Gladys Knight & the Pips (ur. 1941)[366]
- 27 grudnia
  - Andy M. Stewart – szkocki piosenkarz folkowy, autor piosenek (ur. 1952)[367]
  - Stevie Wright – australijski muzyk i kompozytor (ur. 1948)[368]
- 28 grudnia
  - John Bradbury – angielski perkusista, muzyk zespołu The Specials (ur. 1953)[369]
  - Guru Josh – brytyjski muzyk grający acid house, z zawodu stomatolog (ur. 1964)[370]
  - Lemmy Kilmister – brytyjski wokalista, autor tekstów i basista rockowych formacji Hawkwind oraz Motörhead (ur. 1945)[371]
- 31 grudnia
  - Natalie Cole – amerykańska piosenkarka (ur. 1950)[372]

## Albumy
| Data wydania            | Tytuł albumu                                                        | Główny wykonawca                                             |
| ----------------------- | ------------------------------------------------------------------- | ------------------------------------------------------------ |
| 6 stycznia(dts) br      | SremmLife                                                           | Rae Sremmurd                                                 |
| 9 stycznia(dts) br      | Title                                                               | Meghan Trainor                                               |
| 14 stycznia(dts) br     | Help Maciek 2 LIVE                                                  | Wańka Wstańka & The Ludojades, Made in Poland, Aurora, RSC   |
| 20 stycznia(dts) br     | Vulnicura                                                           | Björk                                                        |
| 20 stycznia(dts) br     | American Beauty/American Psycho                                     | Fall Out Boy                                                 |
| 26 stycznia(dts) br     | Klavírní                                                            | Emika                                                        |
| 2 marca(dts) br         | Chambre 12                                                          | Louane                                                       |
| 3 marca(dts) br         | Piece by Piece                                                      | Kelly Clarkson                                               |
| 21 marca(dts) br        | Źródło                                                              | 2Tm2,3                                                       |
| 23 marca(dts) br        | Short Movie                                                         | Laura Marling                                                |
| 30 marca(dts) br        | The Day Is My Enemy                                                 | The Prodigy                                                  |
| 13 kwietnia(dts) br     | Hold Back the Night (album koncertowy)                              | I Am Kloot                                                   |
| 20 kwietnia(dts) br     | Muzyka wieczorem                                                    | Mirosław Czyżykiewicz                                        |
| 27 kwietnia(dts) br     | The Magic Whip                                                      | Blur                                                         |
| 4 maja(dts) br          | Drei                                                                | Emika                                                        |
| 11 maja(dts) br         | Atramentowa…                                                        | Stanisława Celińska                                          |
| 19 maja(dts) br         | Blurryface                                                          | Twenty One Pilots                                            |
| 2 czerwca(dts) br       | Everything Is 4                                                     | Jason Derulo                                                 |
| 5 czerwca(dts) br       | Rimbaud                                                             | Rimbaud (Tomasz Budzyński, Michał Jacaszek, Mikołaj Trzaska) |
| 5 czerwca(dts) br       | Drones                                                              | Muse                                                         |
| 8 czerwca(dts) br       | Pharmacy                                                            | Galantis                                                     |
| 16 lipca(dts) br        | Live                                                                | 1984                                                         |
| 14 sierpnia(dts) br     | Cry Baby                                                            | Melanie Martinez                                             |
| 21 sierpnia(dts) br     | Doskonale wszystko jedno                                            | Video                                                        |
| 28 sierpnia(dts) br     | Zapomnij mi                                                         | Sarsa                                                        |
| 11 września(dts) br     | 247365                                                              | JVG                                                          |
| 11 września(dts) br     | That’s the Spirit                                                   | Bring Me the Horizon                                         |
| 18 września(dts) br     | Honeymoon                                                           | Lana Del Rey                                                 |
| 18 września(dts) br     | Sugar                                                               | Robin Schulz                                                 |
| 2 października(dts) br  | Metanoia                                                            | IAMX                                                         |
| 9 października(dts) br  | The Light Princess: The Original Cast Recording (ścieżka dźwiękowa) | Tori Amos                                                    |
| 16 października(dts) br | Toń                                                                 | Armia                                                        |
| 23 października(dts) br | Atramentowa… Suplement                                              | Stanisława Celińska                                          |
| 23 października(dts) br | Pylon                                                               | Killing Joke                                                 |
| 23 października(dts) br | Siesta XI                                                           | różni wykonawcy                                              |
| 30 października(dts) br | Wiped Out!                                                          | The Neighbourhood                                            |
| 30 października(dts) br | Pretty Boy, Dirty Boy                                               | Maluma                                                       |
| 6 listopada(dts) br     | Odchodzę wracam                                                     | Mirosław Czyżykiewicz                                        |
| 6 listopada(dts) br     | Just the Two of Us                                                  | Matt Dusk i Margaret                                         |
| 13 listopada(dts) br    | Purpose                                                             | Justin Bieber                                                |
| 13 listopada(dts) br    | Sweet Christmas Ukulele & Jazz                                      | Vázquez Sounds                                               |
| 13 listopada(dts) br    | Kobiety                                                             | Pectus                                                       |
| 13 listopada(dts) br    | Know-It-All                                                         | Alessia Cara                                                 |
| 13 listopada(dts) br    | The Incredible True Story                                           | Logic                                                        |
| 13 listopada(dts) br    | Made in the A.M.                                                    | One Direction                                                |
| 20 listopada(dts) br    | 25                                                                  | Adele                                                        |
| 4 grudnia(dts) br       | When It's Dark Out                                                  | G-Eazy                                                       |
| 4 grudnia(dts) br       | Blue Neighbourhood                                                  | Troye Sivan                                                  |
| 6 grudnia(dts) br       | Requiem dla chwil minionych                                         | Jarosław Pijarowski i Józef Skrzek                           |
| 12 grudnia(dts) br      | XXX                                                                 | 1984                                                         |

## Nagrody
- 8 lutego – 57. gala rozdania nagród amerykańskiego przemysłu fonograficznego Grammy[424]
- 23 kwietnia – Fryderyki 2015[425]
- 24 maja – 60. Konkurs Piosenki Eurowizji – Måns Zelmerlöw „Heroes”[426]
- 20 czerwca – Grand Prix Jazz Melomani 2014, Łódź, Polska
- 21 października – XVII Międzynarodowy Konkurs Pianistyczny im. Fryderyka Chopina – Cho Seong-jin[427]
- 23 października – Mateusze Trójki 2015[428]
  - Muzyka Rozrywkowa – Wydarzenie – Zbigniew Wodecki i Mitch & Mitch za album 1976: A Space Odyssey
  - Muzyka Rozrywkowa – Całokształt osiągnięć twórczych – SBB
  - Muzyka Jazzowa – Całokształt osiągnięć twórczych – Włodzimierz Nahorny
  - Muzyka Jazzowa – Wydarzenie – Atom String Quartet
  - Muzyka Rozrywkowa – Debiut – Paweł Leszoski
  - Muzyka Jazzowa – Debiut – Marcin Pendowski
- 20 listopada – ogłoszenie zwycięzcy Mercury Prize 2015 – Benjamin Clementine za album At Least for Now[429]
- 28 listopada – Konkurs Polskiej Piosenki Filmowej KamerTon 2015 – „Sypnij ziarnem szczerych słów” – utwór Katarzyny Nosowskiej do filmu Borysa Lankosza Ziarno prawdy[430]